# Kursy Wojskowe
Kursy Wojskowe Związku Walki Czynnej powstały w 1908 r. we Lwowie.
Zorganizowano Kursy: niższy, średni i wyższy. Prowadzone początkowo w tajemnicy przed władzami austriackimi. Dlatego miały trudności kadrowe oraz w zakresie pomocy szkoleniowych. Kurs niższy obejmował szkolenie pojedynczego żołnierza i był punktem wyjścia do kursu średniego i wyższego, które kształciły kadrę podoficerską i oficerska. Na kursach wykładano historię ogólną i historię wojskowości, która miała rozwijać myślenie taktyczne. Uczono taktyki spiskowo-bojowej, w tym historii organizacji powstańczych, taktyki walk powstańczych, oraz zasad konspiracji. Wykładano też przedmioty specjalne,  jak: organizacja armii rosyjskiej, jej dyslokacji w Królestwie, sposób pełnienia służby wartowniczej, dyslokacji magazynów wojskowych i ich ochrony. Nauczano nauki o broni, topografii, służby saperskiej i musztry. studiowano geografie wojenną, szczególnie Królestwa (jego ośrodki administracyjne, komunikacje, dyslokacje wojsk). nauka na kursach trwała kilka tygodni. Uczestnikami kursów była młodzież akademicka i szkolna, a wykładowcami oficerowie w służbie austriackiej bądź oficerowie rezerwy. Wykładali m.in. Władysław Sikorski, Marian Kukiel, Mieczysław Ryś-Trojanowski, J. Oldakowski.
W 1910 ZWC przekształcił się w Towarzystwo Sportowo-Gimnastyczne Strzelec, bez zmiany charakteru działalności. Strzelec był jawny i  popierany przez Austriaków, co ułatwiało organizację Kursów, zakup broni i amunicji. Strzelec prowadził dalej Kursy średnie i wyższe, bazując na młodzieży akademickiej i gimnazjalnej. Od władz austriackich do szkolenia uzyskano koszary w Krakowie oraz place ćwiczeń, strzelnice, umundurowanie. słuchacze byli zorganizowani w kompanie i bataliony.  W szkoleniu odstąpiono od koncepcji działań  spiskowo-rewolucyjnych i przestawiono się na szkolenie kadr dla regularnej armii, wzorując się na programach austriackich szkół wojskowych. 